# نيل جيبسون (مجدف)
نيل جيبسون (بالإنجليزية: Nigel Gibson) هو مجدف نيوزيلندي، ولد في 25 مارس 1962 في بلنهيم في نيوزيلندا، وتوفي في 1999.

## وصلات خارجية
- نيل جيبسون على موقع الاتحاد الدولي للتجديف (الإنجليزية)
- نيل جيبسون على موقع اللجنة الأولمبية الدولية (الإنجليزية)
- نيل جيبسون على موقع أوليمبيديا (الإنجليزية)
- نيل جيبسون على موقع اللجنة الأولمبية النيوزيلندية (الإنجليزية)